# Massilia tieshanensis
Massilia tieshanensis es una bacteria gramnegativa del género Massilia. Fue descrita en el año 2012. Su etimología hace referencia a Tieshan, China. Es aerobia y móvil. Tiene un tamaño de 0,3-0,6 μm de ancho por 1,2-2 μm de largo. Forma colonias circulares, convexas, viscosas, traslúcidas, amarillas y con márgenes enteros en agar NA tras 36 horas de incubación. En el medio R2A, las colonias son opacas, amarillas y rugosas. También crece en TSA, pero no en MacConkey. Temperatura de crecimiento entre 10-40 °C, óptima de 28 °C. Catalasa y oxidasa positivas. Es sensible a amoxicilina, ampicilina, cefotaxima, cefoxitina, cloranfenicol, eritromicina, kanamicina, ácido nalidíxico, neomicina, novobiocina, polimixina, estreptomicina, penicilina, tobramicina y trimetoprim. Tiene un contenido de G+C de 65,9%. Se ha aislado de suelo en una mina de metales en Tieshan, en China. 